# ISPS HANDA PGAツアー・オブ・オーストラレイジア
ISPS HANDA PGAツアー・オブ・オーストラレイジア（ISPS HANDA PGA Tour of Australasia）は、オーストラリアとニュージーランド、フィジーにおける男子プロゴルフツアーを運営する団体、およびこの団体が運営するツアートーナメントの名称。公式大会はワールドゴルフランキングポイントがカウントされる。2016年、国際スポーツ振興協会とパートナーシップを提携して以降の全ての大会において、ヨーロピアンツアーとの共催となる。

## 概要
トッププレーヤーのほとんどはオーストラリア人であり、少数ながらニュージーランド人選手や、多くの国々からも参加がある。主力選手は、PGAツアーやヨーロピアンツアーに頻繁に参加しており、毎年2、３の大会のために帰国したり、全く帰国しなかったりというのが典型的である。本ツアーは、より大規模なツアーのために供給源となっている。主な大会のいくつかは、ヨーロピアンツアーと共催しているため、より上位のランキング選手が参戦し、多くのスポンサーを集めている。2000年以上で世界ランキングトップ20入りを果たしたのは、スティーブ・エルキントンとアダム・スコットの2選手である。
ツアーのシード権を得るためには、ツアーのQスクールで上位25位に入らなければならない。Qスクールの26位～50位の選手には、限られたステータスが付与される。シード権を保持するためには、賞金ランキングで上記60位内に入らなければならない。61位から75位のゴルファーには、条件つきの地位が与えられ、61位から100位までの選手には、Qスクールの最終ステージへのエントリーが付与される。上位100位以下の選手は、生涯通算賞金リストで上位20位など、他の方法で予選免除されない限り、シード権を喪失する。
優勝すれば、2年間にわたり殆どのイベントで予選が免除され、ティアワンとされるイベントでは、3年間免除される。賞金ランキング1位及びツアーの3大イベント（オーストラリアPGA選手権、オーストラリアオープン、及びオーストラリアマスターズ）優勝選手には5年間の予選免除が行われる。賞金ランキング1位の選手にはオープン選手権へのエントリー権が付与され、オーストラリアオープンの上位3人の非免除選手は、オープン選手権へのエントリー権を得る。

## 歴史
1973年にPGAオーストラリアツアーとして発足し、1991年にPGAツアー・オブ・オーストラレイジアに名称に変更された。2008年に、PGAオブオーストラリアとPGAツアーオブオーストラリアが合併した。2009年から、フォン・ニダツアーは、PGAオーストラレイジアツアーに合併した。かつて、このデベロップメントツアー（下位のツアー）として、賞金が10万豪ドル前後の10大会が、フォン・ニダツアーで開催されていた。
2016年に、日本の国際スポーツ振興協会とパートナーシップを提携し、ISPS HANDA PGAツアー・オブ・オーストラレイジアという名称となる。

## ツアー
- ISPSハンダ・パース・インターナショナル（欧州ツアー共催）
- BMW ISPSハンダ・ニュージーランド・オープン
- フィジー・インターナショナル（欧州ツアー共催）
- エミレーツ・オーストラリアン・オープン
- オーストラリアPGA選手権（欧州ツアー共催）

他

## 歴代賞金王
| 年      | 氏名                     |
| ------- | ------------------------ |
| 2017    | ブルット・ラムフォード   |
| 2016    | マシュー・グリフィン     |
| 2015    | ネイサン・ホルマン       |
| 2014    | グレッグ・シャルマーズ   |
| 2013    | アダム・スコット         |
| 2012    | ピーター・シニア         |
| 2011    | グレッグ・シャルマーズ   |
| 2010    | ジェフ・オギルビー       |
| 2009    | マイケル・シム           |
| 2008    | マーク・ブラウン         |
| 2007    | クレイグ・パリ―          |
| 2006    | ニック・オハーン         |
| 2005    | アダム・スコット         |
| 2004    | リチャード・グリーン     |
| 2003    | ピーター・ロナード       |
| 2002    | クレイグ・パリ―          |
| 2001    | アーロン・バデリー       |
| 2000    | マイケル・キャンベル     |
| 1998/99 | ジャロード・モズリー     |
| 1997/98 | アンドリュー・コルタート |
| 1996/97 | ピーター・ロナード       |
| 1995    | クレイグ・パリ―          |
| 1994    | ロバート・アレンビー     |
| 1993    | ピーター・シニア         |
| 1992    | ロバート・アレンビー     |
| 1991    | ロジャー・デイヴィス     |
| 1990    | ロジャー・デイヴィス     |
| 1989    | ピーター・シニア         |
| 1988    | グレグ・ノーマン         |
| 1987    | ピーター・シニア         |
| 1986    | グレグ・ノーマン         |
| 1985    | オシー・ムーア           |
| 1984    | グレグ・ノーマン         |
| 1983    | グレグ・ノーマン         |
| 1982    | ボブ・シアラー           |
| 1981    | ボブ・シアラー           |
| 1980    | グレグ・ノーマン         |
| 1979    | ジャック・ニュートン     |
| 1978    | グレグ・ノーマン         |
| 1977    | ボブ・シアラー           |
| 1976    | マーク・ライ             |
| 1975    | ビル・ダンク             |
| 1974    | ボブ・シアラー           |
| 1973    | スチュワート・ギン       |